# Landkreis Wanzleben

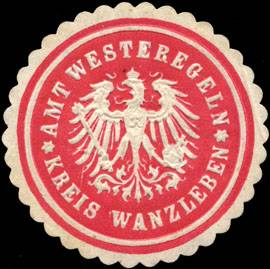
Siegelmarke Amt Westeregeln Kreis Wanzleben

Der Landkreis Wanzleben, ursprünglich Kreis Wanzleben, war ein Landkreis, der von 1816 bis 1952 in der preußischen Provinz Sachsen und im Land Sachsen-Anhalt der Sowjetischen Besatzungszone bzw. der DDR bestand.

## Verwaltungsgeschichte

### Königreich Preußen
Im Rahmen der preußischen Verwaltungsreformen nach dem Wiener Kongress wurde zum 1. Juli 1816 im Regierungsbezirk Magdeburg der Provinz Sachsen der Kreis Wanzleben eingerichtet. Das Landratsamt war in Wanzleben, von 1844 bis 1848 allerdings in Klein Oschersleben. Die Gemeinde Buckau wurde 1859 zur Stadt erhoben und 1862 aus dem Kreis Wanzleben in den Stadtkreis Magdeburg umgegliedert.

### Norddeutscher Bund / Deutsches Reich
Seit dem 1. Juli 1867 gehörte der Kreis zum Norddeutschen Bund und seit dem 1. Januar 1871 zum Deutschen Reich. Mit dem 1. April 1910 wurde der Stadtkreis Magdeburg durch die Landgemeinden Fermersleben, Lemsdorf, Salbke und Westerhüsen des Kreises Wanzleben vergrößert. Zum 1. April 1926 wurde auch die Landgemeinde Diesdorf aus dem Kreis Wanzleben in den Stadtkreis Magdeburg eingegliedert.
Gegen Ende der 1920er Jahre wurden alle Gutsbezirke im Kreis aufgelöst und benachbarten Gemeinden zugeteilt. Der Gutsbezirk Gehringsdorf aus dem Kreis Wanzleben wurde in die Gemeinde Wormsdorf im Kreis Neuhaldensleben eingegliedert. Nach Auflösung der Provinz Sachsen zum 1. Juli 1944 gehörte der Kreis zur neuen Provinz Magdeburg, Regierungsbezirk Magdeburg. Im Frühjahr 1945 wurde das Kreisgebiet durch die amerikanischen Alliierten Streitkräfte besetzt.

### Sowjetische Besatzungszone / Deutsche Demokratische Republik
Im Zuge der Verwaltungsreform von 1952 in der DDR wurden an der Abgrenzung des nunmehr als Landkreis Wanzleben bezeichneten Kreises umfangreiche Änderungen vorgenommen:
- Die Gemeinde Groß Ottersleben wurde in die Stadt Magdeburg eingegliedert.
- Die Gemeinde Altbrandsleben kam zum Kreis Oschersleben.
- Die Stadt Egeln sowie die Gemeinden Etgersleben, Hakeborn, Tarthun, Unseburg, Westeregeln und Wolmirsleben kamen zum Kreis Staßfurt.
- Das übrige Kreisgebiet bildete zusammen mit den Gemeinden Eilsleben, Ovelgünne, Ummendorf, Wefensleben und Wormsdorf aus dem Landkreis Haldensleben sowie den Gemeinden Drackenstedt, Dreileben, Druxberge und Groß Rodensleben aus dem Landkreis Wolmirstedt den Kreis Wanzleben.
- Die Kreise Oschersleben, Staßfurt und Wanzleben wurden dem neuen Bezirk Magdeburg zugeordnet.

### Bundesrepublik Deutschland
Nach der Wiedervereinigung der beiden deutschen Staaten wurde der Kreis Wanzleben 1990 im wiedergegründeten Land Sachsen-Anhalt zum Landkreis Wanzleben, der bei der Kreisreform von 1994 im Bördekreis aufging.

## Einwohnerentwicklung
| Jahr | Einwohner | Quelle |
| ---- | --------- | ------ |
| 1816 | 30.106    | [ 3 ]  |
| 1843 | 41.984    | [ 4 ]  |
| 1871 | 66.768    | [ 5 ]  |
| 1890 | 77.884    | [ 6 ]  |
| 1900 | 84.376    | [ 6 ]  |
| 1910 | 69.463    | [ 6 ]  |
| 1925 | 71.713    | [ 6 ]  |
| 1933 | 66.966    | [ 6 ]  |
| 1939 | 67.256    | [ 6 ]  |
| 1946 | 93.991    | [ 7 ]  |

Unter den Einwohnern des Landkreises waren 1939 81,6 % Evangelische, 12,6 % Katholiken, 0,6 % andere Christen, 5,2 % sonstige und 8 Juden.

## Kommunalverfassung bis 1945
Der Kreis Wanzleben gliederte sich in Städte, in Landgemeinden und – bis zu deren vollständiger Auflösung im Jahre 1929 – in selbstständige Gutsbezirke. Mit Einführung des preußischen Gemeindeverfassungsgesetzes vom 15. Dezember 1933 sowie der Deutschen Gemeindeordnung vom 30. Januar 1935 wurde zum 1. April 1935 das Führerprinzip auf Gemeindeebene durchgesetzt. Eine neue Kreisverfassung wurde nicht mehr geschaffen; es galt weiterhin die Kreisordnung für die Provinzen Ost- und Westpreußen, Brandenburg, Pommern, Schlesien und Sachsen vom 19. März 1881.

## Landräte
- 1816–1844 Christoph von Alemann auf Benneckenbeck
- 1844–1848 Hans Friedrich Wilhelm von Kotze
- 1848–1851 Brenning
- 1851–9999 Guido Hermann August von Skal (kommissarisch)
- 1851–1883 Simon Bernhard von Lavière
- 1883–1899 Hans Ludolf von Kotze
- 1899–1904 Ernst Josef von Mikusch-Buchberg
- 1904–1907 Georg Gottfried von Jacobi
- 1907–1915 Hans Peter von Kotze (1873–1915)
- 1915–1917 Max Rudolf Carl von Bahrfeldt
- 1917–1919 Karl Albert Ludwig von Doetinchem de Rande
- 1919–9999 Hermann Müller
- 1919–1922 Friedrich Hahn
- 1922–1926 Wilhelm Kehling
- 1926–1929 Paul Runge (1877–1948)
- 1929–1933 Hellmuth Baumann
- 1933–9999 Philipp Harte (kommissarisch)
- 1933–1935 Horst von Windheim (1886–1935)
- 1935–0000 Steinmeyer
- 1944–1945 Heinrich Teipel (1885–1945)

## Städte und Gemeinden

### Stand 1939
Der Kreis Wanzleben umfasste 1939 vier Städte sowie 35 weitere Gemeinden:
| - Altbrandsleben - Altenweddingen - Ampfurth - Bahrendorf - Bergen - Beyendorf - Bleckendorf - Bottmersdorf - Dodendorf - Domersleben | - Egeln, Stadt - Eggenstedt - Etgersleben - Groß Germersleben - Groß Ottersleben - Hadmersleben, Stadt - Hakeborn - Hohendodeleben - Klein Germersleben - Klein Oschersleben | - Klein Rodensleben - Klein Wanzleben - Langenweddingen - Osterweddingen - Peseckendorf - Remkersleben - Schermcke - Schleibnitz - Schwaneberg (Sülzetal) - Seehausen, Stadt | - Sohlen - Stemmern - Sülldorf - Tarthun - Unseburg - Wanzleben, Stadt - Welsleben - Westeregeln - Wolmirsleben |

### Vor 1939 aufgelöste oder ausgeschiedene Gemeinden
- Benneckenbeck, 1921 zu Groß Ottersleben
- Buckau, 1862 zum Stadtkreis Magdeburg
- Diesdorf, 1926 zu Magdeburg
- Fermersleben, 1910 zu Magdeburg
- Klein Ottersleben, 1921 zu Groß Ottersleben
- Lemsdorf, 1910 zu Magdeburg
- Salbke, 1910 zu Magdeburg
- Westerhüsen, 1910 zu Magdeburg